# 아네르스 프란센
아네르스 프란센(Anders Frandsen, 1960년 12월 8일~2012년 1월 1일)은 덴마크의 가수이다. 유로비전 송 콘테스트 1991에서 덴마크 대표로 참가했다.